# Шинарбаев, Ермек Бектасович
Ермек Бектасович Шинарбаев (24 января 1953; Алма-Ата, Казахская ССР, СССР) — советский и казахский кинорежиссёр

, сценарист и продюсер. Заслуженный деятель искусств Республики Казахстан (1997).

## Биография
Ермек Шинарбаев родился 24 января 1953 года в городе Алма-Ата. 
В 1974 году окончил актёрский факультет Всероссийского Государственного Института Кинематографии (мастерская, народный артист СССР, профессор — Борис Бабочкин), а в 1984 году — режиссёрский (мастерская, народный артист СССР, профессор — Сергей Герасимов).
С 1974 года работал на киностудии «Казахфильм». 
С 1986 года — член Союза кинематографистов СССР.
В 1981 году дебютировал в режиссуре короткометражной картиной «Красавица в трауре», в том же году совместно с Эльдором Уразбаевым стал автором документального фильма «Мажит Бегалин», за которым последовали документальные ленты «Новая волна» (1983), «Родео» (1983), «Монологи у рояля» (1986). 
Его режиссёрским дебютом в игровом кино стал фильм «Сестра моя Люся» (1985), удостоенный специального приза на Международном кинофестивале в Амьене в 1987 году. Снятая Шинарбаевым в 1989 году картина «Месть» также имела значительный успех и была удостоена ряда международных наград. В том же году Шинарбаев стал художественным руководителем объединения «Алем».
Новую главу в творчестве режиссёра открывает картина «Место на серой треуголке» (1993), участвовавшая в конкурсе кинофестиваля в Локарно и получившая приз «Золотой Леопард» и приз жюри ФИПРЕССИ. Среди снятых им картин: «Слабое сердце» (1994), получившее специальный приз жюри на международном кинофестивале в Сан Себастьяне, телесериал «Перекрёсток» (1996), документальные фильмы «Дуэт», «Играем Брамса», «Концерт в Барбикан холл» (1998) и «Мастер-класс» (1999). 
В 1996 году Шинарбаев был назначен директором Национального продюсерского центра в Алма-Ате.
Среди последних работ Шинарбаева — историческая драма «Потерянный рай» (2006, совместно с Маратом Конорувым), мелодрама «Письма к ангелу» (2008), демонстрировавшаяся на 31 Московском кинофестивале, и романтическая картина «Астана — любовь моя» (2010). 
С 2005 года по настоящее время — арт-директор и режиссёр компании «Eurasia Film Production».

## Фильмография

### Актёр
1. 1980 — Праздник фонарей (короткометражный) — Ёсио Ханаси, солдат-смертник (главная роль)

### Режиссёр
1. 1981 — Красавица в трауре (телефильм, короткометражный)
2. 1981 — Мажит Бегалин (документальный) (совместно с Эльдором Уразбаевым)
3. 1983 — Новая волна (документальный)
4. 1983 — Родео (документальный)
5. 1985 — Сестра моя Люся (телефильм)
6. 1986 — Монологи у рояля (документальный)
7. 1987 — Выйти из леса на поляну
8. 1989 — Месть
9. 1993 — Место на серой треуголке (Казахстан)
10. 1994 — Слабое сердце (Казахстан / Франция)
11. 1996 — Перекрёсток (телесериал, Казахстан / Великобритания)
12. 1998 — Дуэт (документальный, видео, Казахстан/Франция) (совместно с Сергеем Азимовым)
13. 1998 — Играем Брамса (документальный, Казахстан)
14. 1998 — Концерт в Барбикан холл (документальный, Казахстан / Франция)
15. 1999 — Мастер-класс (документальный, Казахстан)
16. 2006 — Потерянный рай
17. 2008 — Письма к ангелу
18. 2008 — Астана — любовь моя

### Сценарист
1. 1981 — Красавица в трауре (телефильм, короткометражный)
2. 1983 — Новая волна (документальный)
3. 1986 — Монологи у рояля (документальный)
4. 1998 — Концерт в Барбикан холл (документальный, Казахстан / Франция)
5. 1998 — Играем Брамса (документальный, Казахстан)
6. 1998 — Дуэт (документальный, видео, Казахстан / Франция)
7. 1999 — Мастер-класс (документальный, Казахстан)

### Продюсер
1. 1995 — «Абай» (Казахстан / Франция)
2. 1998 — «Записки Рустема с рисунками» (Казахстан)

## Признание и награды
- 1987 — МКФ в Амьене (Специальный приз жюри, фильм «Сестра моя Люся»).
- 1989 — Альтернативный КФ некупленных фильмов в Подольске (Главный приз, фильм «Месть»).
- 1992 — Международные встречи имени Анри Ланглуа в Пуатье (Главный приз, фильм «Месть»).
- 1992 — Международные встречи имени Анри Ланглуа в Пуатье (Приз CIDALC, фильм «Месть»).
- 1993 — МКФ в Локарно (Приз «Золотой Леопард», фильм «Место на серой треуголке»).
- 1993 — МКФ в Локарно (Приз FIPRESCI, фильм «Место на серой треуголке»).
- 1994 — МКФ в Сан-Себастьяне (Специальный приз жюри, фильм «Слабое сердце»).
- 1997 — МКФ в Ташкенте (Приз «Серебряный Семург» «За сохранение национальных традиций», фильм «Абай»).
- В 1997 году Шинарбаеву было присвоено звание «Заслуженный деятель искусств Казахстана».
- 2009 — Орден Курмет за заслуги в области казахского киноискусства[1].
- 2018 — Лауреат Премии «Астана — Ардағым» за вклад в развитие Астаны в области кинематографии (Астана).